# Psammogorgia arbuscula
Psammogorgia arbuscula är en korallart som först beskrevs av Addison Emery Verrill 1866.  Psammogorgia arbuscula ingår i släktet Psammogorgia och familjen Plexauridae. Inga underarter finns listade i Catalogue of Life.